# Rachias conspersus
Espèce
Synonymes
- Mygale conspersa Walckenaer, 1837

Rachias conspersus est une espèce d'araignées mygalomorphes de la famille des Pycnothelidae.

## Distribution
Cette espèce est endémique du Brésil.

## Systématique et taxinomie
Cette espèce a été décrite sous le protonyme Mygale conspersa par Walckenaer en 1837. Elle est placée dans le genre Pselligmus par Raven en 1985 puis dans le genre Rachias par Goloboff en 1995.

## Publication originale
- Walckenaer, 1837 : « Aptères. » Histoire naturelle des insectes, Paris, vol. 1, p. 1-682 (texte intégral).